# Contopus
Contopus és un gènere d'ocells de la família dels tirànids (Tyrannidae). Agrupa nombroses espècies originàries del continent americà, on es distribueixen des d'Alaska i el Canadà, a través d'Amèrica del Nord, Central, illes del Carib i Amèrica del Sud fins al nord de l'Argentina.

## Descripció
Les espècies d'aquest gènere són tirànids variant de petits (13 cm de longitud, C. nigrescens, C. albogularis) a mitjans (20 cm, C. pertinax), de plomatge fosc i apagat, podent ser marró, gris, gris blavós, la gola generalment blanca, ulls vermells, pit i regió ventral. Tots mostren un plomall discret. S'enfilen erectes en algun penjador a les vores de boscos, volant ràpidament a la recerca d'insectes. Algunes espècies són migratòries abandonant àrees on nidifiquen a Amèrica del Nord, durant l'hivern boreal, i arribant fins al centre d'Amèrica del Sud.

## Taxonomia i etimologia
El gènere Contopus va ser introduït per l'ornitòleg alemany Jean Cabanis l'any 1855 amb el piuí oriental (C. virens) com a espècie tipus.
El grup de subespècies Contopus cinereus bogotensis, distribuïdes àmpliament des del sud de Mèxic fins al nord de Sud-amèrica, és considerat com a espècie separada de C. cinereus amb base en diferències de plomatge i de vocalització.[16]
La subespècie Contopus cinereus punensis, de l'occident dels Andes de l'Equador i Perú, és considerada com a espècie separada de C. cinereus amb base en diferències de plomatge i de vocalització, com ja anteriorment considerat per Ridgely & Greenfield (2001).[17]
Els amplis estudis geneticomoleculars realitzats per Tello et al. (2009) van descobrir una quantitat de relacions noves dins de la família Tyrannidae que encara no estan reflectides en la majoria de les classificacions. Seguint aquests estudis, Ohlson et al. (2013) van proposar dividir Tyrannidae en cinc famílies. Segons l'ordenament proposat, Contopus roman a Tyrannidae, en una subfamília Fluvicolinae (Swainson, 1832-33), en una tribu Contopini (Fitzpatrick, 2004) al costat d'Ochthornis, Cnemotriccus, Lathrotriccus, Mitrephanes, Aphanotriccus, Empidonax, Sayornis i, provisionalment, Xenotriccus.
El nom del gènere combina les paraules del grec antic «kontos» que significa “pol” o “eix” i «pous» “peu”.
Segons la Classificació del Congrés Ornitològic Internacional (versió 14.2, 2024) aquest gènere està format per 16 espècies:
- Contopus cooperi - piuí olivaci.
- Contopus pertinax - piuí gros.
- Contopus lugubris - piuí fosc.
- Contopus fumigatus - piuí fumat.
- Contopus ochraceus - piuí ocraci.
- Contopus sordidulus - piuí occidental.
- Contopus virens - piuí oriental.
- Contopus bogotensis - piuí tropical septentrional.[nota 1][9][10]
- Contopus punensis - piuí tropical occidental.[11][12][13]
- Contopus cinereus - piuí tropical meridional.
- Contopus albogularis - piuí gorjablanc.
- Contopus nigrescens - piuí negrós.
- Contopus caribaeus - piuí de Cuba.
- Contopus hispaniolensis - piuí de la Hispaniola.
- Contopus pallidus - piuí de Jamaica.
- Contopus latirostris - piuí de les Petites Antilles.